# Stortjärnen (Älvsby socken, Norrbotten, 730207-171172)
Stortjärnen är en sjö i Älvsbyns kommun i Norrbotten och ingår i Piteälvens huvudavrinningsområde. Sjön har en area på 0,0513 kvadratkilometer och ligger 195,8 meter över havet.

## Delavrinningsområde
Stortjärnen ingår i det delavrinningsområde (730159-171290) som SMHI kallar för Mynnar i Nörd-Vistträsket. Medelhöjden är 211 meter över havet och ytan är 28,74 kvadratkilometer. Det finns inga avrinningsområden uppströms utan avrinningsområdet är högsta punkten. Bredvikbäcken som avvattnar avrinningsområdet har biflödesordning 3, vilket innebär att vattnet flödar genom totalt 3 vattendrag innan det når havet efter 90 kilometer. Avrinningsområdet består mestadels av skog (77 procent) och sankmarker (11 procent). Avrinningsområdet har 0,05 kvadratkilometer vattenytor vilket ger det en sjöprocent på 0,2 procent.